# Glycera brevicirris
Glycera brevicirris är en ringmaskart som beskrevs av Grube 1870. Glycera brevicirris ingår i släktet Glycera och familjen Glyceridae. Inga underarter finns listade i Catalogue of Life.